# Vizcondado de Oloron
El vizcondado de Oloron fue una jurisdicción feudal formada por los valles bearneses de Baretous, Aspe y Ossau, cuya sede era la villa de Oloron. 
Cuando el duque de Gascuña Lope III Céntulo dio en 819 sus dominios a sus hijos Donato, que recibió el condado de Bigorra, y Céntulo Lope, que recibió el vizcondado de Bearne, esta partición no integraba las tierras de Oloron, colindantes con Bearne, que continuaron en poder de la rama ducal hasta la muerte de Sancho IV. Este último las dejó, además de Dax, Orthe, Tursan y Gabardan, a su hijo Aner, que quizá ya gobernaba allí con el título de vizconde de Gascuña. Aner murió hacia 978 dando Oloron, Dax y Orthe a su hijo Lope, que murió hacia 985 dejando en heredad: a su hijo Arnaldo I el vizcondado de Dax con Orthe, y a su hijo Aner el vizcondado de Oloron. Aner gobernó hasta 1009, excepto durante un período en el que el vizcondado fue usurpado por Céntulo III de Bearne (de 1002 a 1004). No habiendo dejado hijos varones, designó a su hija Ángela, que estaba casada con el nieto de Céntulo II, Céntulo IV el Viejo (muerto en 1058), quien incorporó definitivamente el vizcondado de Oloron a Bearne. En 1077 Bearne, incorporado el vizcondado de Dax y tierras de Orthe y de Salias, se hizo plenamente independiente, abandonando los duques de Gascuña sus derechos de suzeranía.

## Lista de vizcondes
- Aner I  (977-978)
- Lope I (978-985)
- Aner II (985-1002)
- Céntulo I (III de Bearne) (1002-1004)
- Aner II (1004-1009)
- Ángela (1009-?)
- Céntulo II (IV de Bearne) (1009-1058)

- Datos: Q2511407